# Historia de la fabricación de velas

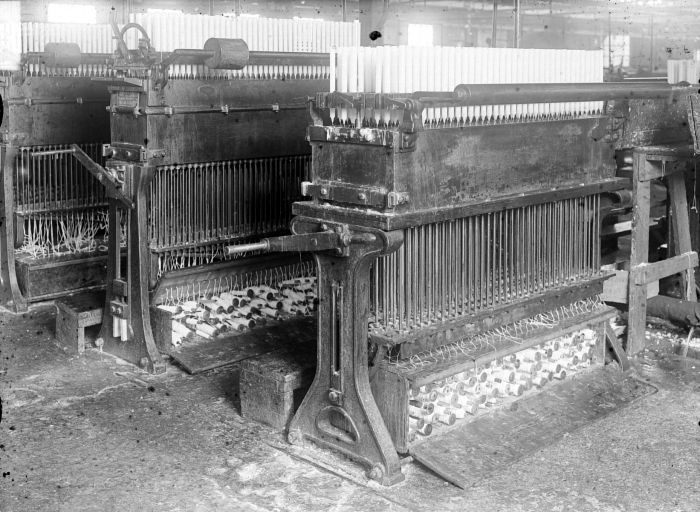
Máquina para moldear velas en Indonesia hacia 1920.

La técnica de fabricación de velas se desarrolló en forma independiente en diversos lugares a lo largo de la historia.
Se sabe que a partir del año 500 a. C. los romanos fabricaban velas de sebo por inmersión.
En China se fabricaron velas hechas de grasa de ballena durante la dinastía Qin (221-206 a. C.).
En la India, la cera de canela hervida se usaba para fabricar velas para los templos.
En algunas partes de Europa, Oriente Medio y África, donde las lámparas funcionaban con aceite de oliva fácil de conseguir, la fabricación de velas no se desarrolló hasta comienzos de la Edad Media. En la antigüedad las velas fueron hechas principalmente de sebo y cera de abejas, pero en siglos recientes se las ha fabricado utilizando espermaceti, grasas animales purificadas (estearina) y cera de parafina.

## Historia
Los romanos comenzaron a hacer velas de sebo, hacia el 500 a. C.
Mientras que las lámparas de aceite eran la fuente de iluminación más utilizada en la Italia romana, las velas eran comunes y se daban regularmente como regalos durante las Saturnales.
Qin Shi Huang (259-210 a. C.) fue el primer emperador de la dinastía china Qin (221-206 a. C.). Su mausoleo, que fue redescubierto en la década de 1990, a 35 km al este de Xi'an, contenía velas de grasa de ballena.
La palabra zhú (燭 en chino) originalmente significó antorcha y posteriormente pudo haber llegado a significar vela durante el período de los Reinos combatientes (403-221 a. C.); algunos bronces excavados de aquella época poseen un grillete pensado para sostener una vela.
El diccionario Jizhupian de la dinastía Han (202 a. C.-220 d. C.) de unos 40 años a. C., alude a velas de cera de abejas, mientras que el Libro de Jin (compilado en el 648) que comprende la dinastía Jin (265-420 d. C.) menciona que la vela de cera de abejas era utilizada por el estadista Zhou Yi (f. 322). Un tazón de barro del siglo iv d. C., actualmente en el Museo Luoyang, posee un zócalo hueco donde se encontraron restos de cera. Generalmente estas velas chinas se moldeaban en tubos de papel, usando papel de arroz enrollado para la mecha, y cera de un insecto local que se combinaba con semillas. Para el siglo xviii, las velas chinas incorporaban unas pesas en sus lados las que al derretirse la vela, caían sobre un tazón produciendo un ruido. Las velas japonesas estaban hechas de cera de nueces.
La cera de canela hervida se usaba para producir las velas para los templos en la India. La manteca de yak fue usada para fabricar velas en el Tíbet.
El eulachon o "pez vela", es un tipo de pejerrey que se encuentra desde Oregón hasta Alaska. Durante el siglo i d. C., los indígenas de esta región utilizaron el aceite de este pez para iluminación. Se podía hacer una simple vela poniendo el pescado seco en un palo bifurcado y luego encendiéndolo.

## Edad Media

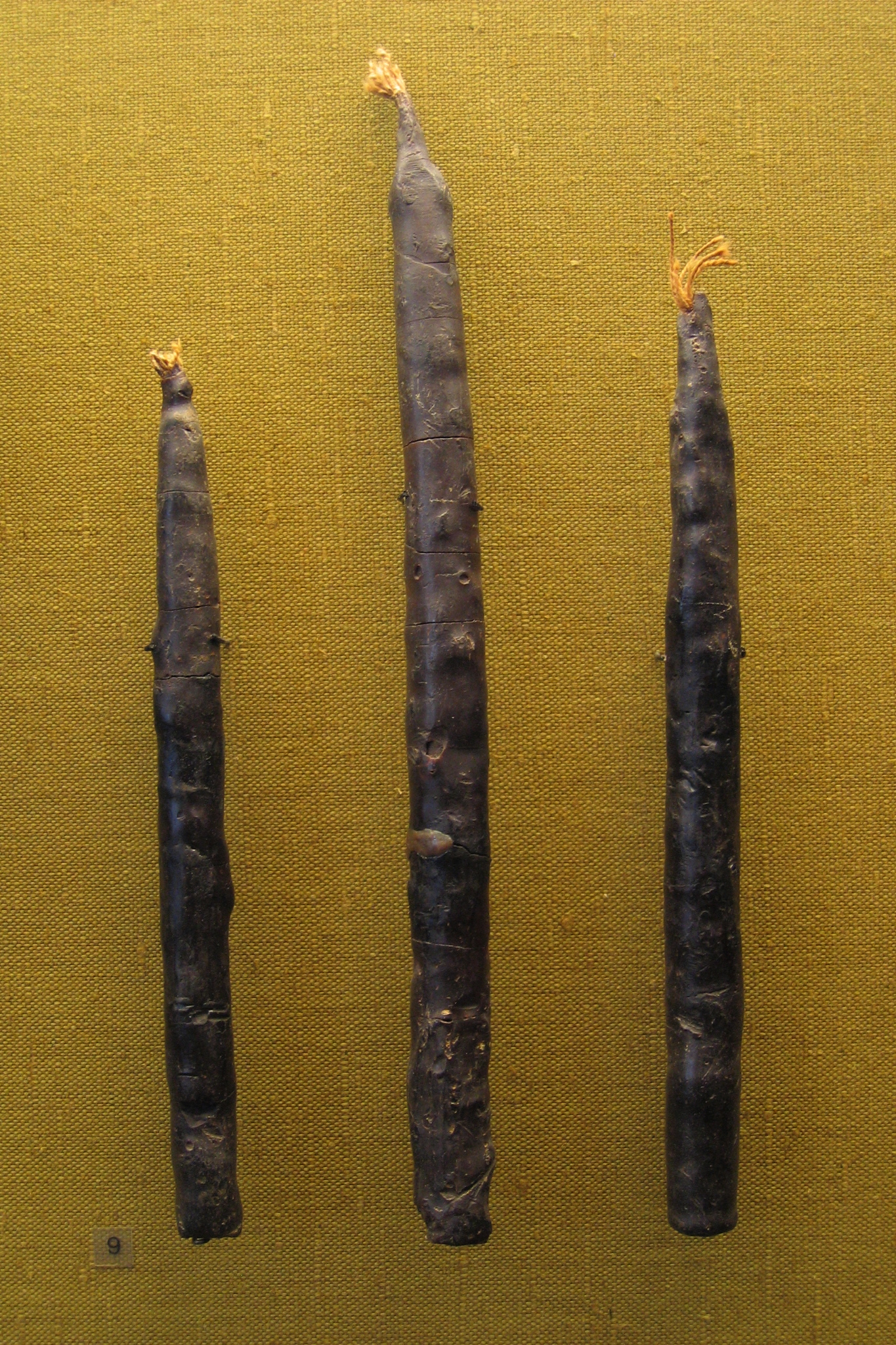
Las velas de cera de abejas más antiguas que se conservan al norte de los Alpes proceden del cementerio alamánico de Oberflacht, Alemania, y datan del siglo vi/vii d. C.

Tras la caída del Imperio romano, las revueltas sociales afectaron el comercio e hicieron que el aceite de oliva, el combustible más común para las lámparas de aceite, no estuviera disponible en gran parte de Europa. Por ello ganó popularidad el uso de velas. En cambio, en el norte de África y el Oriente Medio, la fabricación de velas permaneció relativamente desconocida debido a que no había escasez de aceite de oliva.
Las velas eran comunes en toda Europa durante la Edad Media. Los fabricantes de velas (conocidos como "candelabros") hacían velas de las grasas guardadas de la cocina o vendían sus propias velas dentro de sus tiendas. En los países anglosajones, al comerciante de velas también se le llamaba "smeremongere" ("vendedor de grasa"), ya que controlaban la fabricación de salsas, vinagre, jabón y queso. La popularidad de las velas se manifiesta en las fiestas de la Candelaria y Santa Lucía.
El sebo, grasa de vacas u ovejas, se convirtió en el material estándar utilizado en las velas en Europa. El desagradable olor de las velas de sebo se debe a la glicerina que contienen. El olor del proceso de fabricación era tan desagradable que fue prohibido por ordenanza en varias ciudades europeas. Se descubrió que la cera de abejas era una sustancia excelente para la producción de velas sin el desagradable olor, pero seguía siendo restringida en su uso para los ricos y para las iglesias y eventos reales, debido a su gran costo.
En Inglaterra y Francia, la fabricación de velas se había convertido en un oficio gremial en el siglo xiii. La Tallow Chandlers Company,se formó en 1300 en Londres, y en 1456 se le concedió un escudo de armas. La Wax Chandlers Company data de alrededor de 1330 y obtuvo su licencia en 1484. Para 1415, las velas de sebo se utilizaban en el alumbrado público. El primer molde de velas apareció en el siglo xv en París.

## Era moderna

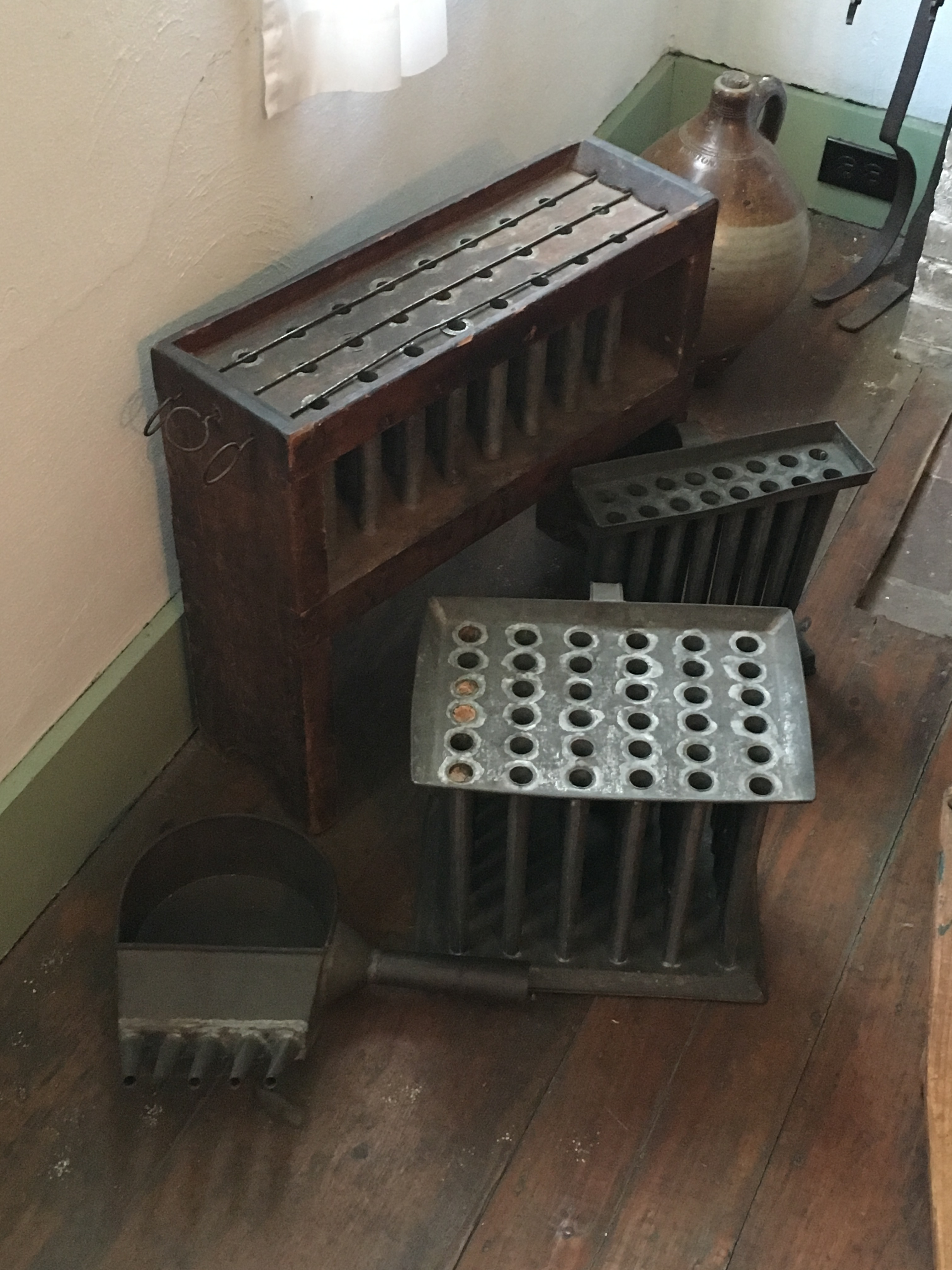
Moldes de velas cónicos estilo "Colonial".

Con el desarrollo de la industria ballenera en el siglo xviii, el espermaceti, un aceite que proviene de una cavidad en la cabeza del cachalote, se convirtió en una sustancia ampliamente utilizada para fabricar velas. El espermaceti se obtenía cristalizando el aceite del cachalote y fue la primera sustancia para velas disponible en grandes cantidades. Al igual que la cera de abejas, la cera de spermaceti no producía un olor repugnante cuando se quemaba y generaba una luz significativamente más brillante. También era más dura que el sebo o la cera de abejas, por lo que no se suavizaba ni se doblaba con el calor del verano. Las primeras "velas estándar" fueron fabricadas con cera de espermaceti.
En 1800, se descubre una alternativa aún más barata. El aceite de colza, derivado de la Brassica rapa, y un aceite derivado de Brassica napus, las velas fabricadas con ellos producían llamas claras y libres de humo. Los químicos franceses Michel Eugène Chevreul (1786-1889) y Louis Joseph Gay-Lussac (1778-1850) patentaron la estearina en 1825. Al igual que el sebo, se derivaba de grasa animal, pero no contenía glicerina.

### Industrialización
A mediados del siglo XIX las velas se convirtieron en un producto industrializado de consumo masivo. En 1834, Joseph Morgan, un artesano de peltre de Mánchester, Inglaterra, patentó una máquina que revolucionó la fabricación de velas. Esta máquina permitía la producción continua de velas moldeadas usando un cilindro con un pistón móvil para expulsar las velas a medida que se solidificaban. Esta producción mecanizada permitía producir unas 1500 velas por hora, (según su patente "...con tres hombres y cinco muchachos [la máquina] fabricará dos toneladas de velas en doce horas"). Esto permitió que las velas se convirtieran en una mercancía fácilmente asequible para las masas.

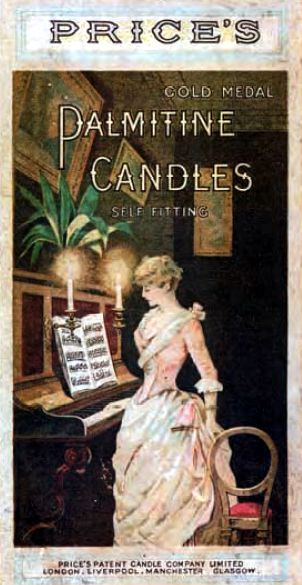
Price's Candles se convirtió en el fabricante de velas más grande del mundo a finales del siglo xix.

Durante este período, los fabricantes de velas también comenzaron a crear mechas de hilos de algodón trenzados (en lugar de simplemente retorcidos). Esta técnica hace que las mechas se ricen al quemarse, manteniendo la altura de la mecha y por lo tanto la llama. Debido a que gran parte del exceso de mecha es incinerado, estas se conocen como mechas "autocortantes" o "autoconsumibles".
A mediados de la década de 1850, James Young consiguió destilar cera de parafina del carbón y pizarra bituminosa en Bathgate en West Lothian y desarrolló un método de producción comercialmente viable. La cera de parafina fue elaborada destilando los residuos que quedaban después de refinar el petróleo crudo.
La parafina podía ser usada para hacer velas baratas de alta calidad. Era una cera blanca azulada, que quemaba limpiamente y no dejaba olor desagradable, a diferencia de las velas de sebo. Una desventaja de la sustancia era que las primeras ceras de parafina derivadas del carbón y el petróleo tenían un punto de fusión muy bajo. La introducción de la estearina, descubierta por Michel Eugène Chevreul, resolvió este problema. La estearina es dura y resistente, con una temperatura de fundición de 54 a 72.5 °C (129.2-162.5 °F). A finales del siglo xix, la mayoría de las velas fabricadas eran de parafina y ácido esteárico.
En ese entonces, la empresa Price's Candles, con sede en Londres, era el mayor fabricante de velas del mundo. La compañía se remonta a 1829, cuando William Wilson invirtió en 4 km² de plantaciones de cocoteros en Sri Lanka. Su objetivo era hacer velas con aceite de coco. Más tarde intentó con aceite de palma de las palmeras. Un descubrimiento accidental dejó a un lado todas sus ambiciones cuando su hijo George Wilson, un químico talentoso, destiló el primer aceite de petróleo en 1854. George también fue pionero en la implementación de la técnica de destilación por vapor, y así fue capaz de fabricar velas a partir de una amplia gama de materias primas, incluyendo grasa para la piel, grasa ósea, aceite de pescado y grasas industriales.
En Estados Unidos, Siracusa (Nueva York) se convirtió en un centro global para la fabricación de velas desde mediados del siglo xix. Los fabricantes fueron Will & Baumer, Mack Miller, Muench Kruezer, y Cathedral Candle Company.

### Declive de la industria de las velas

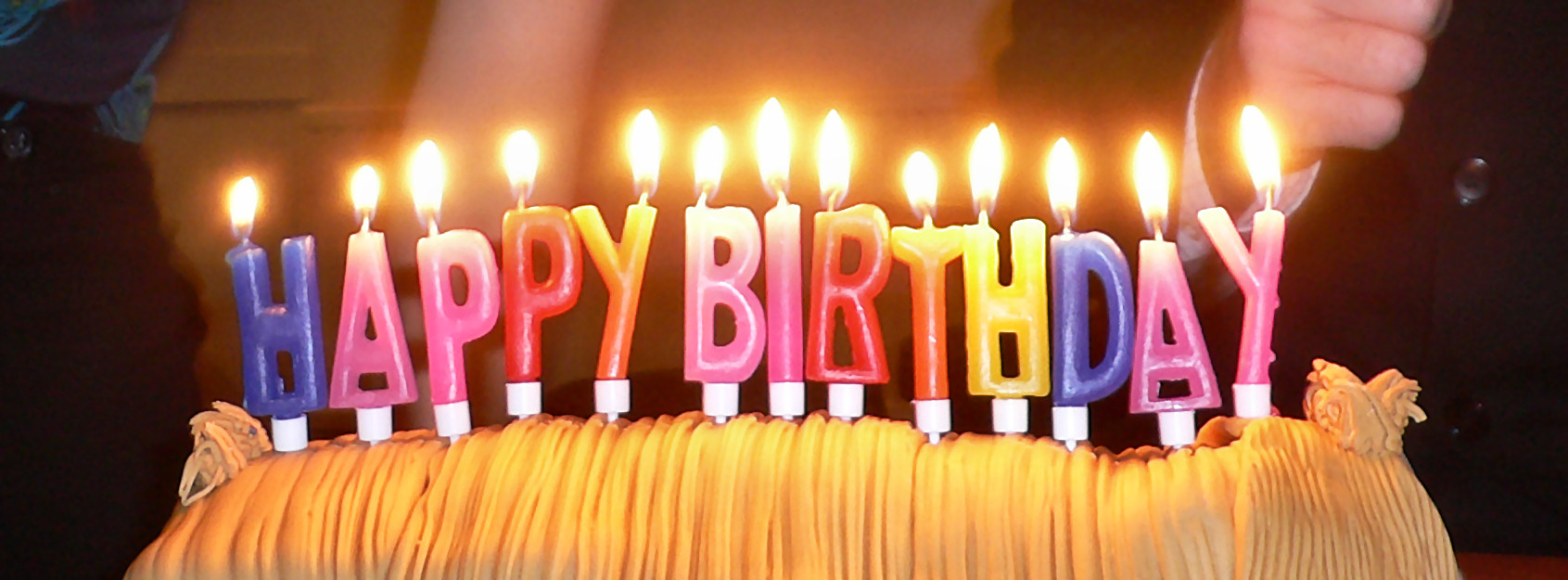
Las velas se usan para celebrar un cumpleaños.

A pesar de los avances en su fabricación, la industria de las velas declinó rápidamente con la introducción de métodos superiores de iluminación como las lámparas de queroseno y las bombillas incandescentes en 1879.
A partir de entonces las velas comenzaron a comercializarse como un artículo mayormente decorativo, en una amplia gama de tamaños, formas y colores, y el interés de los consumidores por las velas perfumadas comenzó a crecer. Durante la década de 1990, se desarrollaron nuevos tipos de cera debido a una demanda inusualmente alta de velas. La parafina, un subproducto del aceite, fue rápidamente reemplazada por nuevas ceras y mezclas debido al aumento de los costos. 

Los fabricantes de velas investigaron el uso de ceras de soja, palma y el aceite de semillas de lino, mezclándolas a menudo con parafina con la esperanza de obtener el rendimiento de la parafina con los beneficios económicos de las demás ceras. La creación de mezclas de cera únicas, que ahora requieren diferentes fragancias químicas y cargas, ejerció presión para la innovación en la industria de fabricación de mechas de velas para satisfacer las necesidades de rendimiento con las formulaciones a menudo más difíciles de quemar.

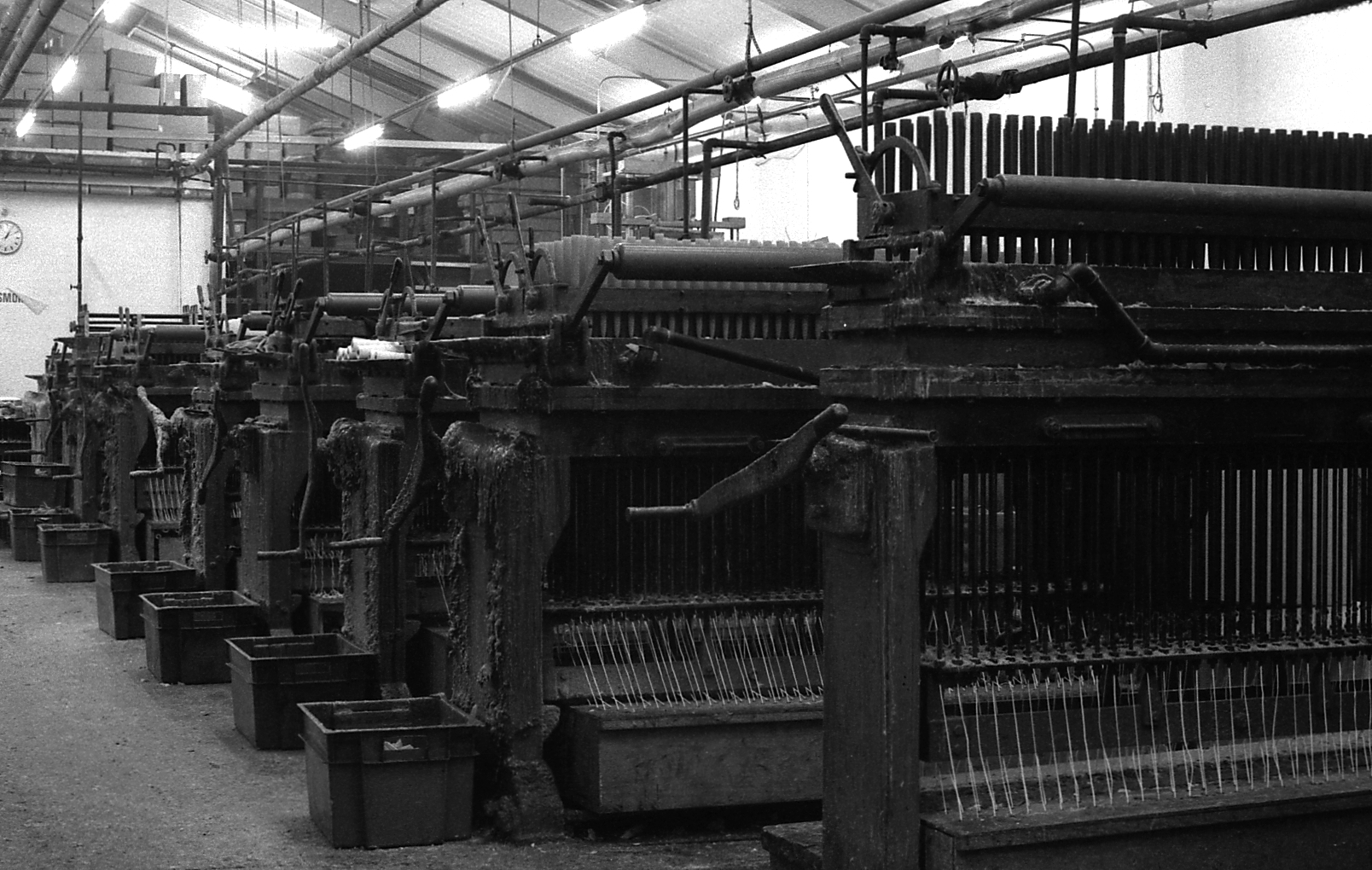
Máquina manual para fabricar velas refrigerada por agua
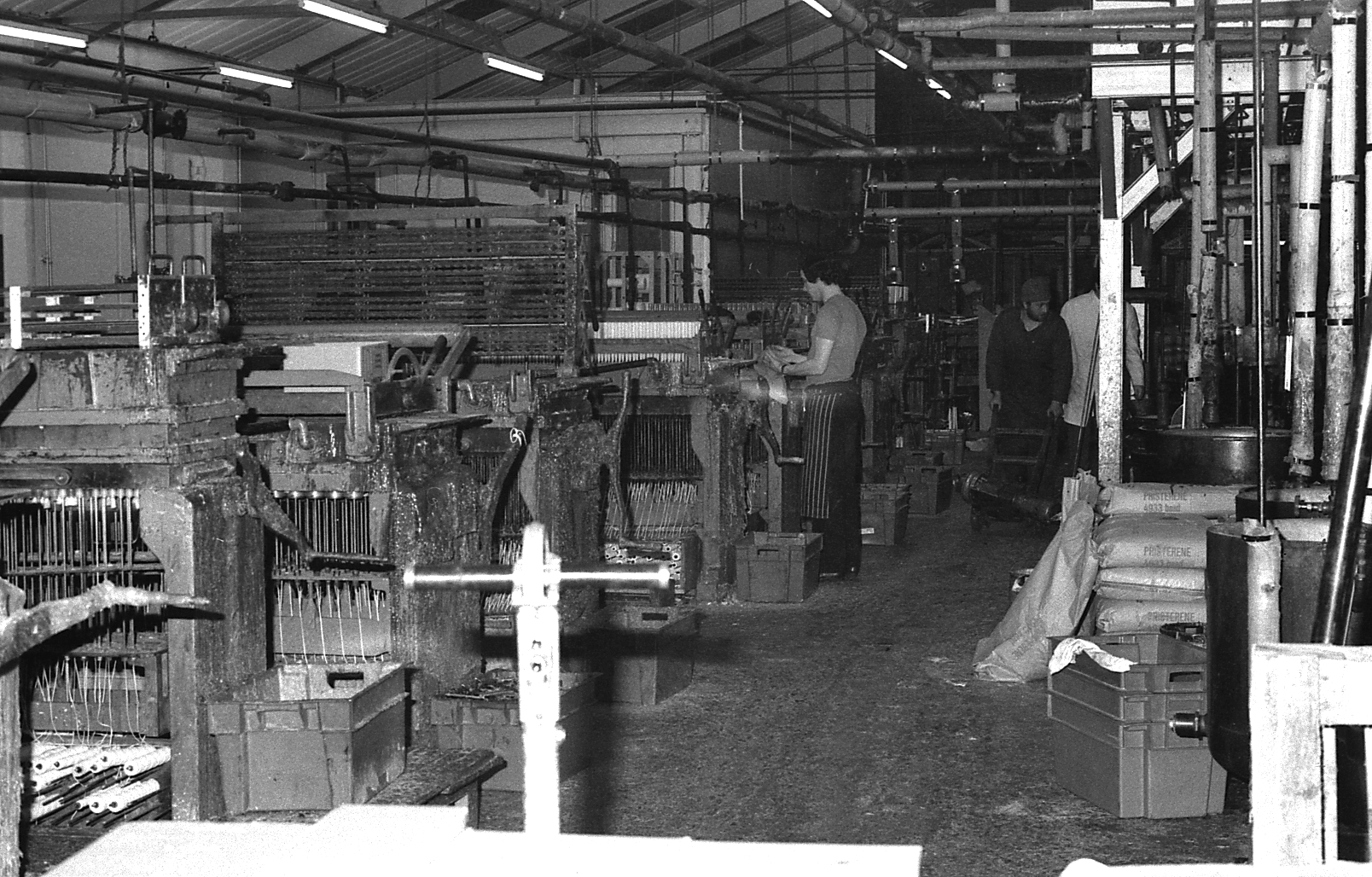
Fábrica de velas
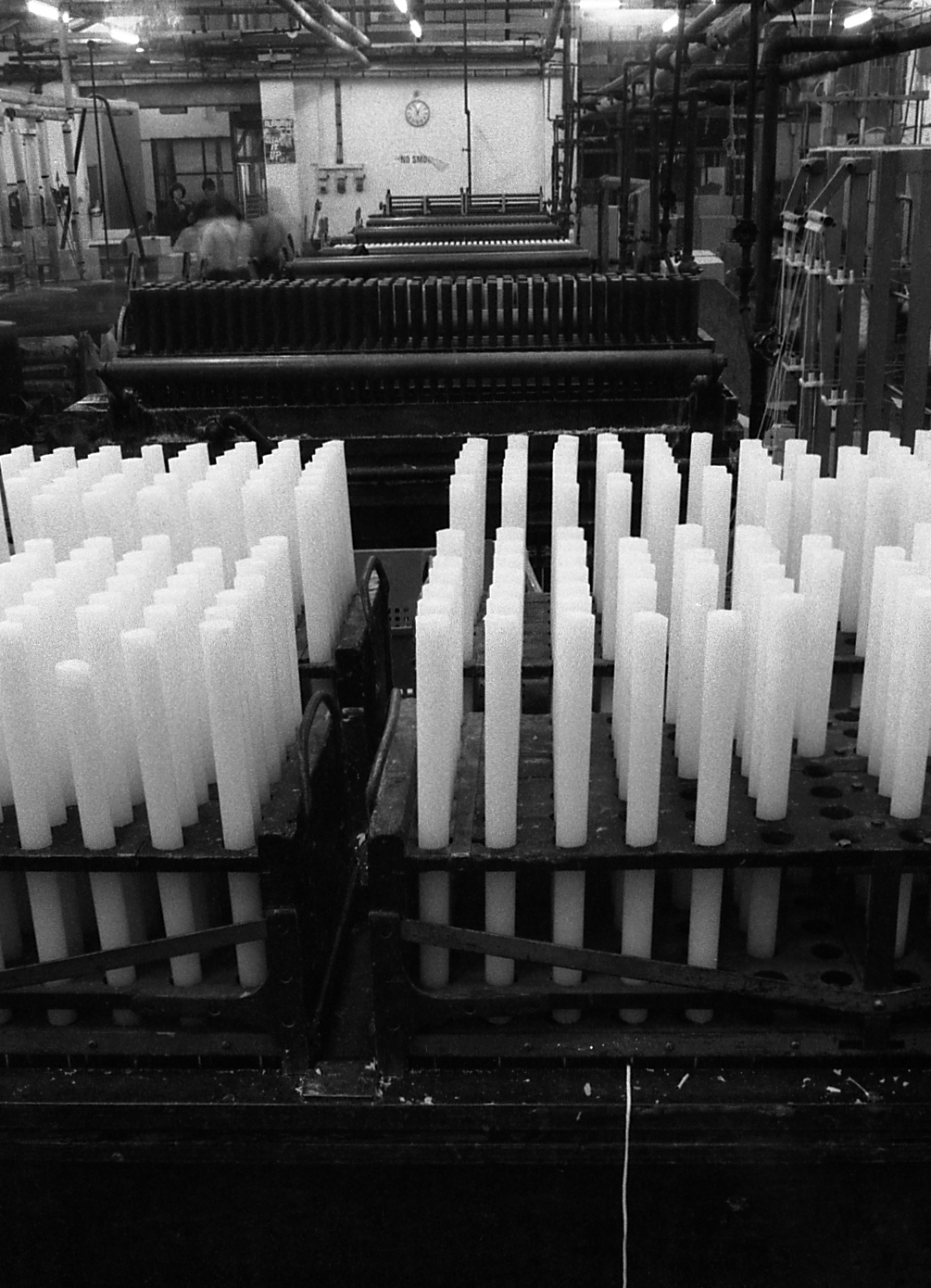
Velas de 12" enrolladas a máquina manual
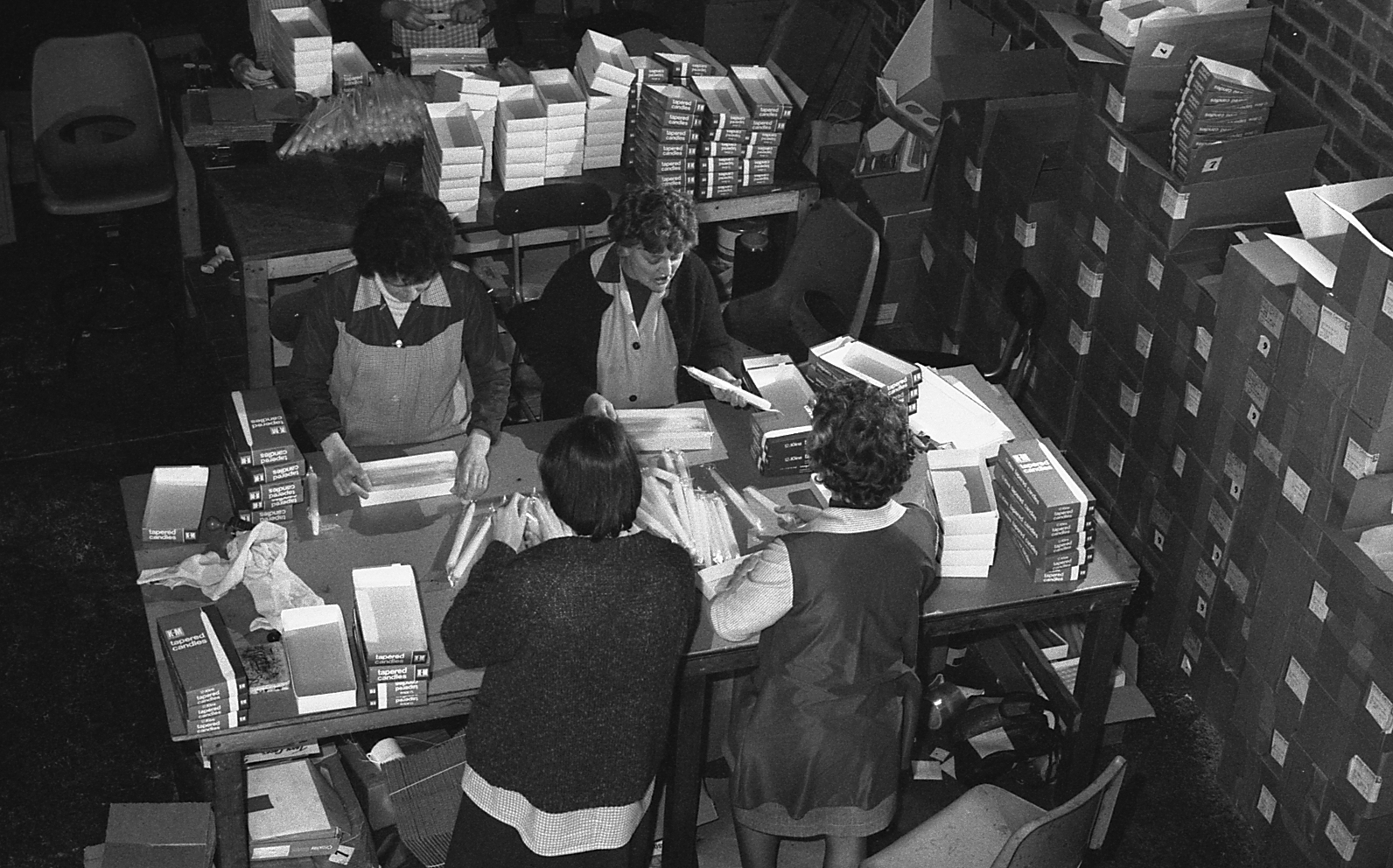
Trabajadores empacando velas en cajas